# سیف العدل
محمد صلاح‌الدین زیدان (زادهٔ ۱۱ آوریل ۱۹۶۰/۶۳) مشهور به سیف العدل، سرهنگ سابق نیروی زمینی مصر و کارشناس مواد منفجره است که از سال ۲۰۲۲ مظنون به رهبری دفاکتو القاعده است. وی، توسط آمریکا، متهم به دست داشتن در بمب‌گذاری ۱۹۹۸ سفارت ایالات متحده است. گزارش سال ۲۰۲۳ سازمان ملل متحد، به نقل از اطلاعات کشورهای عضو، به این نتیجه رسید که سیف العدل، به صورت دفاکتو، رهبر القاعده است؛ اما به دلیل حساسیت‌های سیاسی، به صورت رسمی، معرفی نمی‌شود.

## هویت
اطلاعات زیادی دربارهٔ سیف العدل تا پیش از پیوستن به القاعده وجود ندارد. اداره تحقیقات فدرال (اف‌بی‌آی) زادروز او را ۱۱ آوریل ۱۹۶۰ یا ۱۹۶۳ اعلام کرده است. هویت واقعی او نیز مشخص نیست. نام سیف العدل (به معنی «شمشیر عدالت») احتمالاً یک نام مستعار است.

## زندگی چریکی
در سال ۱۹۸۷ سیف العدل به همکاری با جهاد اسلامی مصر و تلاش برای سرنگونی دولت مصر متهم شد. وی پس از انکار اتهامات، در سال ۱۹۸۸ کشور را ترک کرد تا به مجاهدین در دفع تهاجم شوروی به افغانستان بپیوندد. سپس در میانه دهه ۱۹۹۰ به افغانستان بازگشت.
بر اساس کیفرخواست، سیف العدل یکی از اعضای شورای القاعده و یکی از اعضای کمیته نظامی آن است. او به اعضای القاعده و جهاد اسلامی مصر در افغانستان، پاکستان، سودان و قبایل سومالیایی ضد سازمان ملل آموزش نظامی و اطلاعاتی ارائه کرده است. این احتمال وجود دارد که کارآموزان او شامل سومالیایی‌هایی از اولین نبرد موگادیشو در سال ۱۹۹۳ باشند. وی از سال ۲۰۰۱ در فهرست تروریست‌های تحت تعقیب اداره تحقیقات فدرال (اف‌بی‌آی) قرار دارد. پاداش وزارت امور خارجه آمریکا ۱۰ میلیون دلار برای اطلاعاتی است که در مورد محل اختفای او ارائه شود.
گمان می‌رود که وی به همراه ابوطلحه سودانی، سیف الاسلام المصری، ابوجعفر المصری و ابوسلیم المصری به جنوب لبنان سفر کرده و در آنجا توسط حزب‌الله حجاز آموزش دیده باشد.
گفته می‌شود العدل و برخی از شخصیت‌های ارشد القاعده از حملات بزرگی به اندازه حملات ۱۱ سپتامبر به خاک آمریکا مخالف بودند؛ زیرا باعث پاسخ شدیدی از سوی آمریکا می‌شود که می‌تواند شامل حمله به افغانستان باشد.
العدل در گذشته مقاله‌های بسیاری دربارهٔ موضوعات مختلف از جمله امنیت و اطلاعات، جنگ، و انقلاب‌ها نوشته است.

## دستگیری و آزادی
العدل و چهار مقام القاعده پس از فرار از جنگ در افغانستان که در نهایت در سال ۲۰۰۱ منجر به تهاجم آمریکا به این کشور شد در ایران دستگیر شدند؛ اما در سال ۲۰۱۵ در تبادل زندانیان با القاعده در یمن آزاد شدند. اما برخی ادعا می‌کنند العدل همچنان در ایران و در حصر محدود خانگی است.
در ۲ اوت ۲۰۲۲ در فضای مجازی شبکه‌های فارسی اخباری مبنی بر حضور سیف العدل در تهران منتشر شد. فداحسین مالکی عضو کمیسیون امنیت ملی وسیاست خارجی مجلس یازدهم این خبر را تکذیب کرد.
با وجود زندان طولانی مدت در ایران، العدل فردی بانفوذ در القاعده باقی ماند و پس از اسامه بن لادن به تثبیت جایگاه الظواهری به عنوان رهبر القاعده کمک کرد.